# Weitenried
Der Ort Weitenried ist ein Ortsteil der Gemeinde Pfaffenhofen an der Glonn im Landkreis Dachau. Der Weiler Weitenried ist der westlichste Ort des Landkreises.

## Geschichte

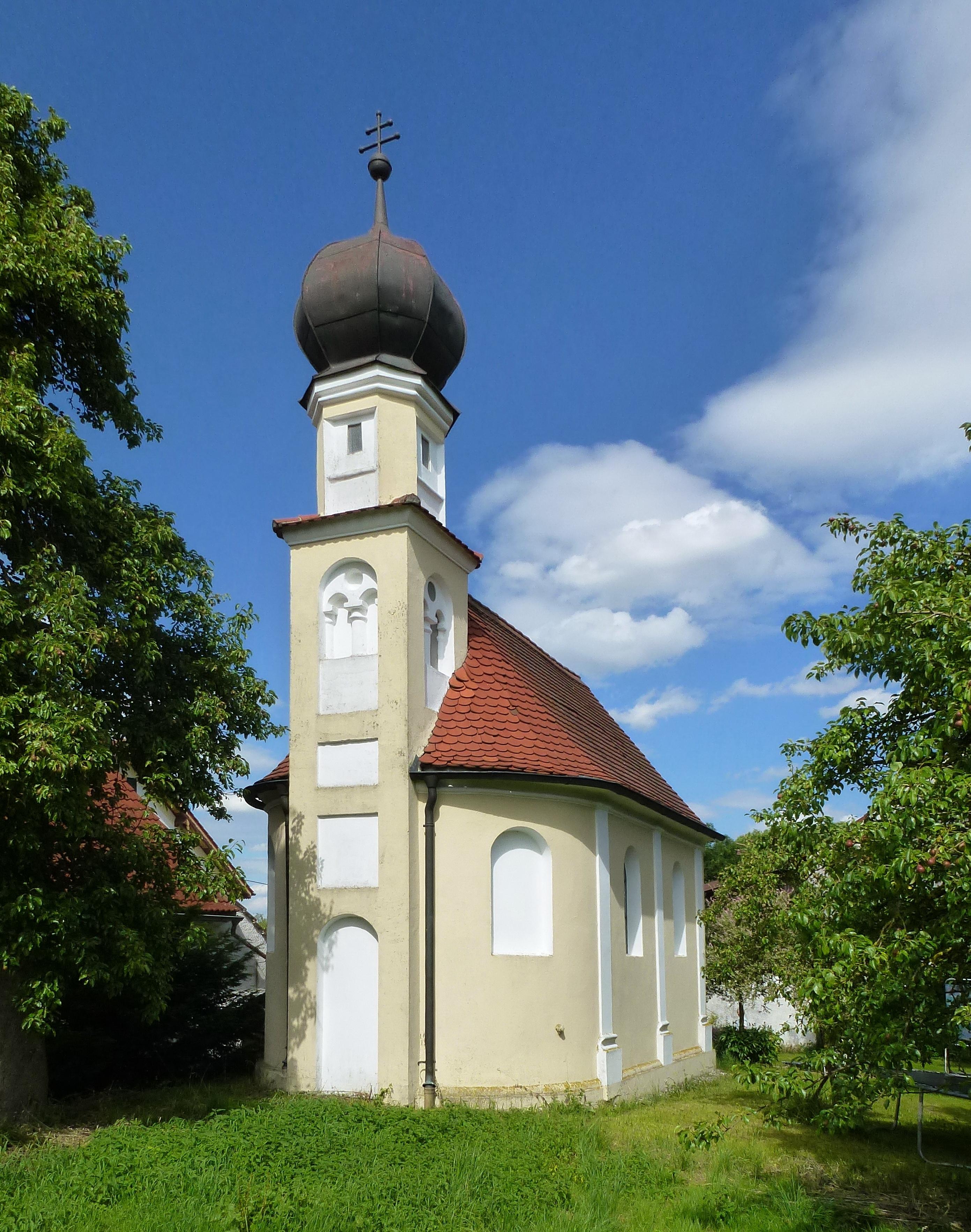
Kapelle in Weitenried

1632 wurde der Ort im Dreißigjährigen Krieg durch die Schweden zerstört. Die Ortskapelle wurde 1734 errichtet. 
Die 1818 durch das zweite Gemeindeedikt gegründete Gemeinde Weitenried umfasste die Orte
- Bayerzell
- Ebersried
- Kaltenbach und
- Weitenried.

Am 1. Mai 1978 wurde die bis dahin selbstständige Gemeinde Weitenried nach Pfaffenhofen an der Glonn eingegliedert.